# Хреновое (Новоусманский район)
Хреново́е — село в Новоусманском районе Воронежской области. Административный центр Хреновского сельского поселения.

## География
Хреновое расположено на правом берегу реки Усманки (бассейн Дона). Ближайшие населённые пункты — сёла Рыкань, Волна-Шепелиновка и Рождественская Хава.
Климат
Климат умеренно континентальный. Количество осадков колеблется от 500 до 650 мм в год. Населённый пункт располагается в лесостепной зоне.

## История
В Географическо-статистическом словаре Российской империи сообщалось, что Хреновое — село Воронежской губернии и уезда в 30 верстах от города при реке Усмани. Число жителей 1978 душ обоего пола, 233 двора. Село это возникло около 1645 г. и в 1746 г. имело 100 дворов.
Первое упоминание о поселениях в этих местах относится к 1654 году. В 12 верстах к югу от города-крепости Орлова (ныне село Орлово того же района), на правом берегу реки Усмань был поставлен «опасный острожек». Здесь же издавна в изобилии рос хрен, и это место называлось Хреновой поляной. Укреплённый пункт, созданный на этом месте, в старых документах именовался Хреновским опасным городком, а образовавшееся позднее село — Хреновым. По описанию, длина стен острожка составляла 40 сажен, в стене была рубленая четырёхугольная башня и оборонительные помостки. Службу в острожке несли 20 человек. При нападении кочевников гарнизон должен был сообщить о надвигающейся опасности в Орловскую крепость, а также принять необходимые меры к задержке неприятеля.
Сохранилось подробное описание одного нападения татар, которое произошло в 1675 году. В степи появилось 100 конных кочевников, которые осадили Хреновской острожек. Малочисленный гарнизон держался сколько мог, были посланы вестовые в Орловскую крепость. Гарнизон в острожке, видимо, был уничтожен и кочевники направились к Орлову. В документе сообщается, что кочевники многих русских людей перекололи, многих взяли в плен, захватили «конские и животинные» стада. Но вскоре орловцы, собравшись силами, разгромили кочевников, освободили пленных, вернули стада. После боя началось восстановление Хреновского острожка. Этого требовала царская грамота, где давалось указание починить в крепостях «рухомые места», чтобы кочевники снова не пришли «и дурна какова не учинили».
В 1680-е годы около Хреновского острожка начали селиться орловские солдаты. Кочевники больше сюда не приходили. Острожек постепенно разрушался, а на его месте росло село Хреновое. В селе Плясово-Юрасово, располагавшемся близ села Хреновое, в начале XX века находилась усадьба педагога-математика А. П. Киселёва. На карте советского времени село ещё было обозначено как Юрасово, однако позже (в середине XX века) оно вошло в состав Хренового.
Владельцем села Хреновое-Плясово в 1860-е годы являлся Григорий Алексеевич Снежков (1810-†1879), действительный статский советник, предводитель уездного дворянства в г. Усмани (1857-1864), почетный мировой судья Усманского округа, крупный землевладелец. Число крепостных душ мужского пола в селе составляло 48 человек, пахотной и усадебной земли - 142 десятины . Во времена его владения были построены дворянская усадьба, конский завод рысистых лошадей. В  1864 г. в главное выкупное учреждение было направлено дело о выкупе земельных наделов временнообязанными крестьянами Г.А. Снежкова сельца Хренового-Плясова Воронежского уезда Воронежской губернии. 
У Снежковых имение приобрел Василий Иванович Веретенников (1816-†1873), воронежский городской глава (1858 г.).  Осенью 1875 года сельцо было продано наследниками Веретенникова  А.П.Киселёву.

## Население
| 1859 | 1885  | 1897  | 2005  | 2008  | 2010 |
| ---- | ----- | ----- | ----- | ----- | ---- |
| 1978 | →1978 | ↗2740 | ↘1120 | ↘1040 | ↘999 |

## Транспорт
Имеется автобусное сообщение с Воронежем через Новую Усмань. В Воронеж автобус прибывает на левобережный вокзал (ул. Димитрова, 59). Время поездки — около 40 минут.

## Список улиц
- Дальняя
- Киселёва
- Колхозная
- Колхозный пер.
- Молодёжная
- Набережная
- Нижняя
- Песчаная
- Подгорная
- Большая Поляна
- Малая Поляна
- Садовая
- Угловая
- Угловой пер.
- Центральная
- Школьная
- Ямная

## Достопримечательности
- Братская могила № 269 (1942 год)
- Усадьба Киселёвых (1900—1918)
- Курганный могильник и поселение бронзового века
- Земские школы начала XX века